# Midena
Midena (ili Midena-planina) je planina u Bosni i Hercegovini. Pruža se u dinarskom pravcu pružanja (sjeverozapad-jugoistok). Najviši vrh Midene nalazi se na 1224 metra nadmorske visine. Dio je prostrane Grabovičke zaravni, a reljef karakteriziraju brojne vrtače, krške uvale i japage.